# Николо ди Сеня
Николò ди Сèня (на италиански: Niccolò di Segna; * в Сиена, Сиенска република, † ок. 1348, пак там) е италиански художник, представител на Сиенската школа, работил в периода 1331—1345 г. в Сиена.

## Биография
Николо ди Сеня е син на художника Сеня ди Бонавентура, който на свой ред е племенник на знаменития сиенски художник Дучо ди Буонинсеня. Сеня ди Бонавентура има двама сина – Николо и Франческо. Двамата са художници, но Николо е по-известният. Първоначалното му обучение, съгласно средновековната традиция, той заедно с брат си получава в ателието на баща си. Вероятно участва в работата на баща си над някои произведения, но сега е практически невъзможно да се определи неговото участие. Трудно е да се каже дали  Николо често си сътрудничи със своя брат: по-късните изследователи не различават техните произведения, понеже да се отдели ръката на единия художник от ръката на другия е доста сложно. Едва сравнително от скоро специалистите намират относително надеждни способи да различат техните маниери.
Името на Николо ди Сеня се споменава в два архивни документи: един от 1331 г., който съобщава, че художникът тогава работи самостоятелно и има ателие, а неговият баща към това време е починал, и друг – от 1348 г., който съобщава, че Николо получава заплащане за създаване образа за главния олтар в църквите „Св. Августин в Борго Сан Сеполкро“ (сега изгубен). Съществуват всичко на всичко два подписани от Николо произведения – това са „Мадоната с Младенеца“ от църквата „Сан Галгано“ в Монтесиепи (1336 г.), и „Разпятие“ (1345 г.), съхранявани сега в Националната пинакотека в Сиена. Останалите произведения му приписват по стилистически особености.
Точната дата на смъртта на художника е неизвестна. Историците на изкуството предполагат, че се е случило след септември 1348 г., когато, съгласно документите, той работи в Сансеполкро.

## Произведения
Достигналите до нас произведения на Николо ди Сеня представляват обширен кръг от творби, съхранявани в различни държавни и частни колекции. Като правило това са изображенията „Мадоната с Младенеца“ на трон или не, разпятия и различни светци.
- Света Екатерина Александрийска, темпера върху дъска, ок.1340 г.
- Свети Виталий, темпера върху дъска, ок.1340 г.
- Явяването на св. Григорий пред Св. Фина (вероятен автор), Колегиална църква на Сан Джиминяно
- Св. Лукия, ок. 1340 г., Музей „Уолтърс“, Балтимор